# O Humaythaense
“O Humaythaense” foi o primeiro jornal impresso a circular semanalmente na região , fundado e editado na cidade de Humaitá-AM pelo jornalista e seringalista Antônio Francisco Monteiro, filho do Comendador José Francisco Monteiro em 29 de agosto de 1891. Época em que o único povoado por estas bandas era a pequena, Santo Antonio, cujas terras pertenciam ao Estado do Mato Grosso.
Dentre as notícias da época, figuravam visitas de personalidades e até o início da construção da igreja de Santo Antônio em 15 de Outubro de 1909, o mais antigo templo católico de Rondônia.
Porto Velho nem existia nessa época e suas terras, pertenciam ao Estado do Amazonas. Somente com o início da construção da Estrada de Ferro Madeira Mamoré em 1907 é que começou o surgimento de Porto Velho.
Esse pioneiro da imprensa escrita na região tinha com, slogan a seguinte frase: “O Humaythaense”, com notícias de Humaitá-AM até a Cachoeira de Santo Antonio. Esse jornal circulou até 1917.